# Seconda lettera di Pietro
La Seconda lettera di Pietro è una delle lettere cattoliche incluse nel Nuovo Testamento. Insieme alla Prima lettera di Pietro è tradizionalmente attribuita a Pietro apostolo, ma la sua autenticità è dibattuta fin dall'antichità ed è oggi generalmente considerata pseudoepigrafica, redatta cioè da un altro autore che si presentò come Pietro. Fu scritta in lingua greca antica nella prima metà del II secolo, tra il 100 e il 160, da un autore che conosceva sia la Prima lettera di Pietro che la Lettera di Giuda; lo scopo della lettera è quello di mettere in guardia i suoi lettori contro i falsi dottori e di calmare l'inquietudine causata dal ritardo della parusia di Gesù.

## Composizione

### Autore e datazione
L'identità dell'autore è strettamente connessa alla questione della datazione. Le scuole di pensiero sono le seguenti, oltre ai fautori della pseudoepigrafia (per i quali è stata composta nel II secolo.): che la Lettera sia stata scritta o tra il 49 e il 55 o tra il 61 e il 65/67.
La lettera si presenta come scritta da «Simon Pietro, servo e apostolo di Gesù Cristo» (1,1). Fin dall'antichità questa attribuzione è stata oggetto di discussione e anche oggi quasi tutti preferiscono attribuirla a un cristiano anonimo del II secolo, pur non mancando chi ne sostiene comunque l'originalità petrina. Tale originalità ha un riscontro forte nell'impianto giudaico-cristiano, rintracciabile solo in testi anteriori alla Distruzione del Tempio. La conseguente separazione tra Chiesa ex gentibus e Chiesa ex circumcisione è stata la causa della diffidenza con cui la Lettera è stata poi guardata dagli autori sacri, immemori del contesto in cui era stata scritta.
Diverse prove inducono la maggioranza degli studiosi a rifiutare la paternità petrina e gli esegeti dell'interconfessionale Bibbia TOB sottolineano come "questa identificazione è sempre stata messa in discussione e solleva non poche difficoltà [...] la lettera è posteriore a quella di Giuda, datata comunemente agli ultimi decenni del I secolo [e] la redazione della lettera potrebbe risalire al 125 dopo Cristo circa; e questa data escluderebbe un'origine petrina diretta", mentre quelli dell'interconfessionale "Parola del Signore Commentata" osservano che "vi sono ragioni sufficienti per credere che questa lettera sia l'ultimo scritto del Nuovo Testamento. Il periodo in cui gli apostoli erano vivi, per lui fa ormai parte del passato; vi è già una raccolta delle lettere di Paolo (3,16) [...] parlando di sé, egli si chiama spesso anche Simon Pietro, nascondendosi dietro l'autorità dell'apostolo, per non esprimere una opinione personale, bensì l'insegnamento apostolico, il solo valido e autorevole, e per custodire il testamento e l'eredità spirituale di Pietro che fu testimone oculare e auricolare del Gesù terreno"; anche gli studiosi del cattolico "Nuovo Grande Commentario Biblico" evidenziano - analogamente a quelli della École biblique et archéologique française (i curatori della cattolica Bibbia di Gerusalemme) e della Bibbia Edizioni Paoline - che "gli studiosi la considerano una lettera pseudonima [...] Scritta probabilmente verso il termine del I sec [e, in merito alla datazione,] è plausibile accettare una data attorno all'anno 100 d.C." e il biblista Bart Ehrman, nel rilevare che "quasi tutti gli studiosi ritengono che la Seconda lettera di Pietro, inclusa nel Nuovo Testamento, sia anch'essa pseudoepigrafa", sottolinea come "ci sono molte ragioni per le quali il dibattito circa l'autore della seconda lettera di Pietro è di gran lunga inferiore rispetto a ogni altro testo incluso nel Nuovo Testamento. Gli studiosi concordano sul fatto che l'autore non è il discepolo di Gesù che si chiamava Simon Pietro".
L'accoglienza della lettera nel canone è stata travagliata. In Egitto e in Palestina fu accolta subito come ispirata. «Gli apologeti, Ireneo, Tertulliano, Cipriano, Clemente di Alessandria, e il Canone muratoriano sono completamente silenziosi su di essa». Il silenzio degli esegeti tuttavia può spiegarsi col fatto che essi non avessero avuto occasione di commentarla. Il primo autore che la cita è Origene (185-253), il quale riporta, secondo quanto riportato da Eusebio di Cesarea, la problematica dell'autenticità, senza però condividere la posizione pseudoepigrafica: «Pietro... ha lasciato una lettera riconosciuta; forse anche una seconda, ma questa è dubbia». Eusebio stesso, elencandola tra gli antilegomena, dà ulteriori notizie su questa controversia. Nel IV secolo la Chiesa Siriaca annoverava tra i testi canonici la Lettera di Pietro. Sarà con il Concilio di Ippona, nel 393, che verrà formalmente ammessa nel canone stesso.. 
Tali difficoltà sono sottolineate anche dagli studiosi dell'interconfessionale Bibbia TOB: "con l'Apocalisse, la Seconda lettera di Pietro è stato il libro del Nuovo Testamento che ha dovuto superare maggiori difficoltà prima di essere riconosciuto [e] soltanto nel V secolo la canonicità di questa lettera fu riconosciuta dalla maggioranza delle chiese e nel VI secolo dalla Chiesa di Siria".
Oltre a questi aspetti, i seguenti motivi devono essere considerati per la datazione del testo:
- la lettera è chiaramente dipendente dalla Lettera di Giuda, in quanto presenta parecchi paralleli con quell'opera, di cui l'autore mostra di essere a conoscenza; se datiamo la Lettera di Giuda al II sec., allora anche la II di Pietro può essere di quell'epoca, ma se, come ad esempio fa J.T. Robinson[12], datiamo la Lettera di Giuda al 61-67, anche la II di Pietro può collocarsi a quell'epoca.
- la visione del mondo sottintesa dal testo è considerata da alcuni marcatamente ellenistica, ma l'impianto giudaico-cristiano è invece quello predominante;
- lo scetticismo nei confronti della parusia, se ad alcuni sembra di matrice gnostica, in realtà è un antidoto all'incipiente gnosticismo, dal quale il testo si differenzia per il forte accento messo sulla necessità delle opere e non della scienza;
- la lettera presuppone la formazione di un corpus di lettere paoline e che Paolo fosse ancora vivo;
- la lettera allude all'imminente morte di Pietro, ma nulla prova che tale presagio si avverasse; in ogni caso l'autore conosce dettagli sulla vita di Gesù che solo Pietro poteva conoscere[senza fonte]
- il gruppo apostolico pare essere messo sullo stesso piano del gruppo profetico e l'autore sembra scrivere come se non ne facesse parte (3,2[13]), ma l'impersonalità del testo potrebbe essere adducibile all'umiltà dell'autore, il quale, se fosse stato un falsario, avrebbe avuto tutti i motivi per presentarsi come parte del gruppo apostolico
- la lettera è attestata in un minuto frammento, il 7Q10, che riporta il passo 2,15. Tale identificazione è stata proposta da J. O'Callaghan e implicherebbe una datazione tra la fine degli anni quaranta e i primi anni cinquanta del I sec., per l'uso dello stile uncinato nella scrittura. Peraltro a Qumran altri frammenti attestano l'esistenza all'epoca delle Lettere ai Romani e I a Timoteo, per cui sarebbero queste le Lettere di Paolo a cui la II di Pietro fa riferimento, e quella ai Romani - e la connessa ai Galati - sarebbe quella di difficile comprensione.
- Se la consideriamo scritta da Roma, essa dev'essere o anteriore al 48, anno del Concilio di Gerusalemme - data senz'altro troppo arcaica - o posteriore al 54, quando morì Claudio, che aveva espulso i cristiani da Roma con un editto del 49.
- Le ipotesi di un completamento della Lettera da parte di un discepolo di Pietro dopo la sua morte o da parte di Giuda sono prive di qualunque pezza di appoggio.

### Rapporto con la lettera di Giuda
La stretta relazione con la Lettera di Giuda è evidente dalle grandi affinità di contenuto, vocabolario e ordine di esposizione.
La maggioranza degli studiosi ritiene che le due lettere siano interdipendenti e preferiscono assumere che quella più breve (Giuda) sia anteriore; pur non potendo escludere il contrario, questa soluzione appare infatti più rispondente alle caratteristiche dei due testi.
Come osservato dagli studiosi dell'interconfessionale Bibbia TOB, "sembra ormai acquisito dalla critica che la Seconda lettera di Pietro dipenda dalla Lettera di Giuda; infatti il testo della Seconda lettera di Pietro sembra di seconda mano in numerosi passi; in genere, l'autore spiega e precisa i passi paralleli della lettera di Giuda, e sopprime alcuni elementi estranei per dei lettori meno informati sulle tradizioni apocrife: il combattimento dell'Arcangelo Michele (Giuda 9), la prostituzione degli angeli (Giuda 6), la citazione di Enoch (Giuda 14)" e anche gli esegeti del cattolico "Nuovo Grande Commentario Biblico" sottolineano che "normalmente si pensa che un documento più lungo ne assorba uno più breve; infatti è difficile immaginare che la Lettera di Giuda abbia potuto lasciare da parte due terzi della Seconda lettera di Pietro per ridurre ciò che rimaneva a una polemica generica. L'assenza di 1Enoch e Assunzione di Mosè dalla Seconda lettera di Pietro tende probabilmente alla fissazione delle tradizioni, escludendo un certo materiale inaccettabile".
Alternativamente, è stato proposto che entrambe le lettere siano ispirate a una fonte comune, probabilmente un sermone: oltre al carattere molto generale delle accuse contro i falsi maestri, con questa teoria si spiegherebbe bene come, nonostante le forti affinità, siano rare le effettive coincidenze di frasi.

### Destinatari
Così come è difficile determinare l'autore e il rapporto con la Lettera di Giuda, così è complesso delineare i destinatari dello scritto. Si può comunque considerarlo una lettera circolare, destinata a tutta la comunità ecclesiale dell'Asia Minore. Essa infatti dice esplicitamente che è la seconda indirizzata ai misteriosi destinatari, e siccome la Prima di Pietro era destinata ai cristiani della Bitinia, del Ponto, della Galazia e dell'Asia minore, se ne deduce che anche la Seconda fosse per loro.

## Struttura e contenuti
La lettera, scritta in greco, è relativamente breve (401 parole, oggi suddivise in 61 versetti) e si caratterizza per uno stile piuttosto ricercato, con assonanze, giochi di parole e vocaboli inconsueti (ben 57 non ricorrono in nessun altro testo del Nuovo Testamento).
Il tema centrale è il ritardo della parusia: l'autore ricorda, al proposito, che per Dio mille anni sono come un giorno, che il tempo di attesa è una opportunità lasciata all'uomo per la conversione e che la fine dei tempi giungerà, comunque, inaspettata. Lo scritto, da questo punto di vista, riprende il tema della presenza del Regno di Dio nella storia e la necessità di conciliarlo con le situazioni di persecuzione e peccato.
La lettera ha un particolare rilievo per le affermazioni sull'ispirazione e sull'interpretazione della Scrittura, presentando il Primo e il Nuovo Testamento come un'unica rivelazione. Per la sua lettura della storia, il testo ha inoltre un ruolo importante anche nel dialogo ecumenico.

### I tre capitoli
La lettera, che ha le caratteristiche del testamento spirituale o del discorso d'addio, comune nella tradizione biblica, è articolata in tre capitoli.
Nel primo, Pietro apostolo si presenta nell'indirizzo 1,1, fa riferimento all'annunzio di Gesù circa la sua morte 1,14 e ricorda di essere stato testimone della trasfigurazione 1,16-18. L'invito è a vivere santamente e a rendere sempre più salda la propria vocazione: «Per questo mettete ogni impegno per aggiungere alla vostra fede la virtù, alla virtù la conoscenza, alla conoscenza la temperanza, alla temperanza la pazienza, alla pazienza la pietà, alla pietà l'amore fraterno, all'amore fraterno la carità» (1,5-7).
Nel secondo capitolo l'autore mette i lettori in guardia contro falsi maestri e falsi profeti, presentando temi affini a quelli della Lettera di Giuda.
L'ultimo capitolo dove viene richiamata una prima lettera 3,1, che non può essere che la Prima lettera di Pietro, affronta infine il tema dell'attesa del Signore: «Secondo la sua promessa, noi aspettiamo nuovi cieli e una terra nuova, nei quali avrà stabile dimora la giustizia. Perciò, carissimi, nell'attesa di questi eventi, cercate d'essere senza macchia e irreprensibili davanti a Dio, in pace». (3,13-14).

## Uso liturgico
Brani della lettera sono usati, nel Lezionario della messa del rito romano, come seconda lettura nella festa della Trasfigurazione (6 agosto) e nella seconda domenica del tempo di avvento (anno B). È inoltre utilizzata nel lezionario del rito della penitenza.

### Riferimenti
1. ↑  Cfr: Raymond E. Brown, Joseph A. Fitzmyer, Roland E. Murphy, Nuovo Grande Commentario Biblico, Queriniana, 2002, p. 1333, ISBN 88-399-0054-3; Parola del Signore Commentata, traduzione interconfessionale, Nuovo Testamento, LDC/ABU, 1981, p. 706; Bibbia TOB, Elle Di Ci Leumann, 1997, pp. 2829-2830, ISBN 88-01-10612-2; La Bibbia, Edizioni Paoline, 1991, p. 1861, ISBN 88-215-1068-9; Bart Ehrman, Il Nuovo Testamento, Carocci Editore, 2015, pp. 470, 479-480, ISBN 978-88-430-7821-9; Bibbia di Gerusalemme, EDB, 2011, p. 2879, ISBN 978-88-10-82031-5.
2. 1 2 3 4 5  Kummel, Introduction to the New Testament, pp. 430-4; citato in Kirby, Peter. «2 Peter». Early Christian Writings. 2006. 2 febbraio 2006 <http://www.earlychristianwritings.com/2peter.html>.
3. 1 2  Così ad esempio Grudem, in un commento alla prima lettera di Pietro (Wayne A. Grudem, The First Epistle of Peter: an introduction and commentary, 1999).
4. ↑   2Pt 1,1, su La Parola - La Sacra Bibbia in italiano in Internet.
5. ↑  Bibbia TOB, Elle Di Ci Leumann, 1997, pp. 2829-2830, ISBN 88-01-10612-2.
6. ↑  Parola del Signore Commentata, traduzione interconfessionale, Nuovo Testamento, LDC/ABU, 1981, p. 706.
7. ↑  Raymond E. Brown, Joseph A. Fitzmyer, Roland E. Murphy, Nuovo Grande Commentario Biblico, Queriniana, 2002, p. 1333, ISBN 88-399-0054-3.
8. ↑  Bart Ehrman, Il Nuovo Testamento, Carocci Editore, 2015, pp. 470, 479-480, ISBN 978-88-430-7821-9.
9. ↑  Claude M. Blagden, The epistles of Peter, John and Jude, Cambridge University Press, 1910.
10. ↑  Bibbia TOB, Elle Di Ci Leumann, 1997, p. 2830, ISBN 88-01-10612-2.
11. ↑   V. Sibilio, Sulle tracce del Gesù storico,, amazon.com, 2015.
12. ↑   Redating the New Testament, 1976.
13. ↑   2Pt 3,2, su La Parola - La Sacra Bibbia in italiano in Internet.
14. ↑  Alfred Robert Clare Leaney, The letters of Peter and Jude: a commentary, in The Cambridge Bible Commentary, 1969.
15. ↑  Bibbia TOB, Elle Di Ci Leumann, 1997, p. 2829, ISBN 88-01-10612-2.
16. ↑  Raymond E. Brown, Joseph A. Fitzmyer, Roland E. Murphy, Nuovo Grande Commentario Biblico, Queriniana, 2002, p. 1334, ISBN 88-399-0054-3. (Cfr anche: Bart Ehrman, Il Nuovo Testamento, Carocci Editore, 2015, p. 479, ISBN 978-88-430-7821-9.).
17. ↑  B. Reicke, citato in John Norman Davidson Kelly, Epistles of Peter and Jude, 1969
18. ↑  John Norman Davidson Kelly, Epistles of Peter and Jude, 1969
19. 1 2  José Cervantes Gabarron, Seconda lettera di Pietro, in Nuovo commentario biblico, a cura di A. J. Levoratti, P. Richard, E. Tamez, Borla, 2006.
20. ↑  «Seconda lettera di Pietro» in La Bibbia, Edizioni San Paolo, 2009.
21. ↑  Gerd Theissen, Il Nuovo Testamento, Carocci, 2002.
22. ↑  Bruno Maggioni, «Introduzione a Ebrei e alle Lettere cattoliche», in La Bibbia, Edizioni San Paolo, 2009.
23. ↑  Michele Mazzeo, Lettere di Pietro, Lettera di Giuda, 2002.
24. ↑   2Pt 1,1, su La Parola - La Sacra Bibbia in italiano in Internet.
25. ↑   2Pt 1,14, su La Parola - La Sacra Bibbia in italiano in Internet.
26. ↑   2Pt 1,16-18, su La Parola - La Sacra Bibbia in italiano in Internet.
27. ↑   2Pt 1,5-7, su La Parola - La Sacra Bibbia in italiano in Internet.
28. ↑   2Pt 3,1, su La Parola - La Sacra Bibbia in italiano in Internet.
29. ↑   2Pt 3,13-14, su La Parola - La Sacra Bibbia in italiano in Internet.
30. ↑  "La Bibbia", Edizioni San Paolo, 2009.